# Stichillus acutivertex
Stichillus acutivertex är en tvåvingeart som beskrevs av Günther Enderlein 1924. Stichillus acutivertex ingår i släktet Stichillus och familjen puckelflugor.
Artens utbredningsområde är Paraguay. Inga underarter finns listade i Catalogue of Life.